# مکوستا، میشیگان
مکوستا (به انگلیسی: Mecosta Township) یک منطقهٔ مسکونی در ایالات متحده آمریکا است که در شهرستان میکوستا، میشیگان واقع شده‌است.
 مکوستا ۹۳٫۱ کیلومتر مربع مساحت و ۲٬۴۳۵ نفر جمعیت دارد و ۲۶۷ متر بالاتر از سطح دریا واقع شده‌است.